# Idaea reversata
Idaea reversata là một loài bướm đêm trong họ Geometridae.